# Alfred Runge (Architekt, 1881)
Alfred Runge (* 25. April 1881 in Osnabrück; † 27. April 1946 in Ahausen bei Rotenburg (Wümme)) war ein deutscher Architekt.

## Biografie

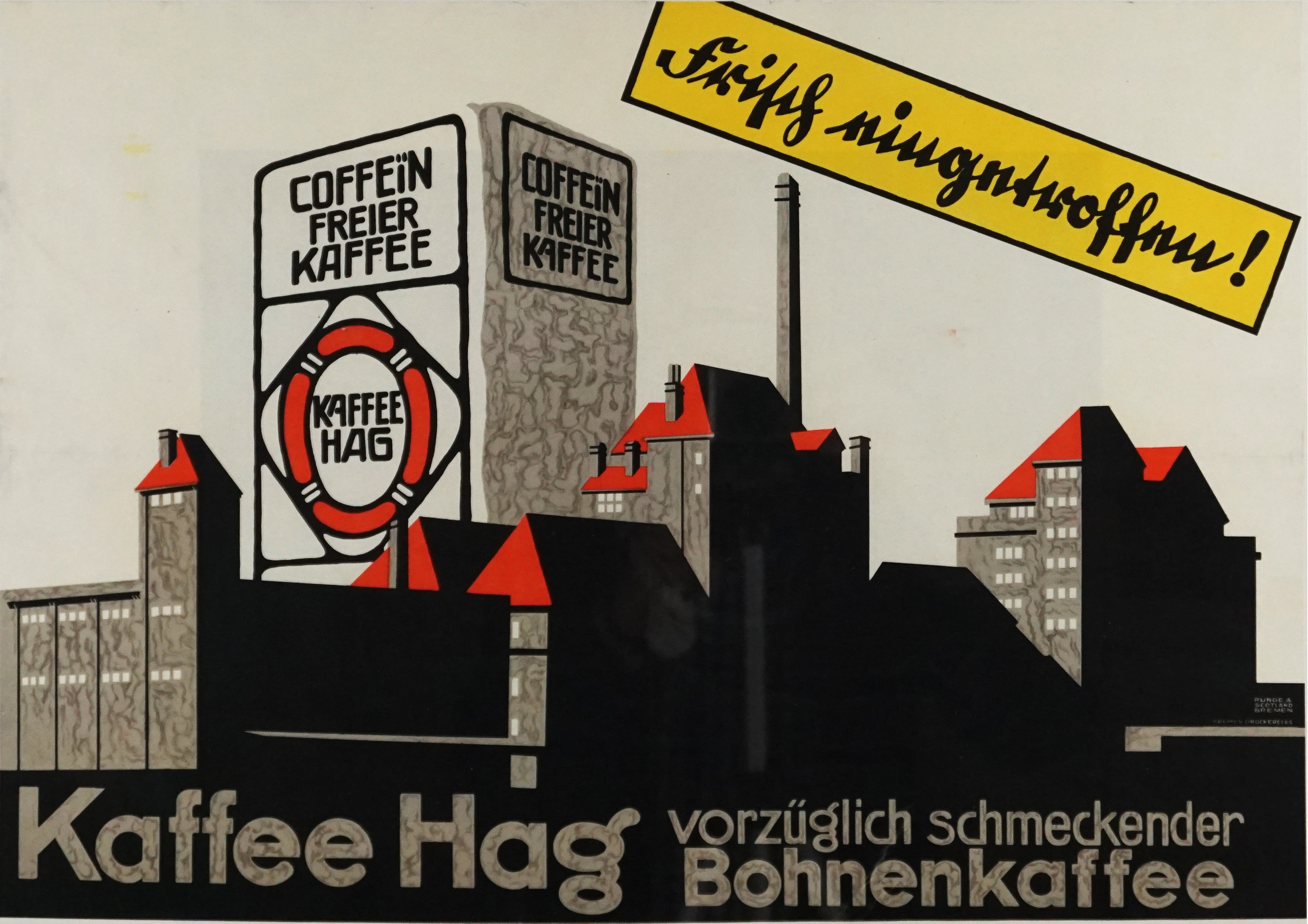
Plakat in Zusammenarbeit mit Eduard Scotland für Kaffee HAG (1911)

Runge studierte in Bremen am Technikum (heute Hochschule Bremen). Bereits ein Jahr nach Abschluss des Studiums gründete er 1904 mit seinem Studienfreund Eduard Scotland ein Architekturbüro und Baugeschäft. Sie sanierten im Umland Niedersachsenhäuser und realisierten von 1906 bis 1915 eine Reihe von Land-, Guts- und Stadthäusern sowie Jugendherbergen und Betriebsgemeinschaftshäuser.
Seine bedeutendsten Bauwerke entstanden nach dem Ersten Weltkrieg: In der Böttcherstraße wurde von 1923 bis 1926 nach Plänen von Runge und Scotland – die der konservativen Heimatschutzbewegung nahestanden – das Haus von Kaffee HAG -Haus der Sieben Faulen, das Haus St. Petrus, das Haus des Glockenspiels gebaut. Die Häuser wurden mit den damals typischen Materialien Backstein und Sandstein errichtet. Weitere Wohnhäuser – u. a. ab 1924 bis 1927 Schwachhauser Ring 2–18 – wurden von ihm geplant und realisiert. Er setzte sich während des Zweiten Weltkrieges in Ahausen bei Rotenburg (Wümme) zur Ruhe. Dort wurde er 1946 in seiner Jagdhütte ermordet. Das Verbrechen konnte nicht aufgeklärt werden.
Parallel zu seinem Architekturbüro mit Eduard Scotland in Bremen gründete Alfred Runge 1908 gemeinsam mit seinem Bruder Rudolf Runge die Firma Runge & Co. Kunstgewerbliche Werkstätten Osnabrück. Die Architekten Runge & Scotland entwarfen für das Osnabrücker Unternehmen unter anderem Parkbänke in reiner Holzbauweise.

## Werke
- 1906: Umbau Haus Hohekamp und Gut Hohekamp, Burger Heerstraße 20/22, Bremen[1]
- 1907: Landhaus Friese, Schwachhauser Heerstraße 317, Bremen[2]
- 1909: Landhaus Herbst, Schwachhauser Heerstraße 335, Bremen[3]
- um 1910: Landhaus Surmann, Schwachhauser Heerstraße 319, Bremen[4]
- 1911: Umbau Villa Ruhe & Haus Landeck & Gut Weilen & Landgut Biermann, Gut Weilen 9A, Bremen
- 1912: Wohnhaus, Orleansstraße 38, Bremen
- 1912: Villa Trost, Lesmonastraße 3, Bremen[5]
- 1913–1914: Haus Wiedemann, Schwachhauser Heerstraße 163, Bremen
- 1921: Wohnhaus, Schwachhauser Heerstraße 165, Bremen
- 1922–1924 Umbau Haus des Glockenspiels, Böttcherstraße 4, Bremen[6]
- 1923: Wohnhaus, Orleansstraße 52,50,48,46,44 Bremen
- 1923–1924: Umbau Haus Bremen-Amerika-Bank, Wachtstraße 32[7]
- 1924: Haus Atlantis, Böttcherstraße 2, Bremen[8]
- 1924–1927: Haus der Sieben Faulen, Bremen[9]
- 1924–1927: Haus St. Petrus, Böttcherstraße 3,5, Bremen[10]
- 1925: Wohnhaus, Dijonstraße 4,6,8,10, Bremen
- 1925: Wohnhäuser Schwachhauser Ring 6 bis 16
- 1925–1927: Doppelvilla, Schwachhauser Ring 2,4, Bremen[11]
- 1926–1928: Haus Runge, Kirchbachstraße 213A, Bremen
- 1928: Wohnhaus, Orleansstraße 7,9,11,13, Bremen
- 1929: Umbau Wohnhaus, Großgörschenstraße 14, Bremen
- 1933: Haus Janssen, Alten Eichen 15, Bremen[12]

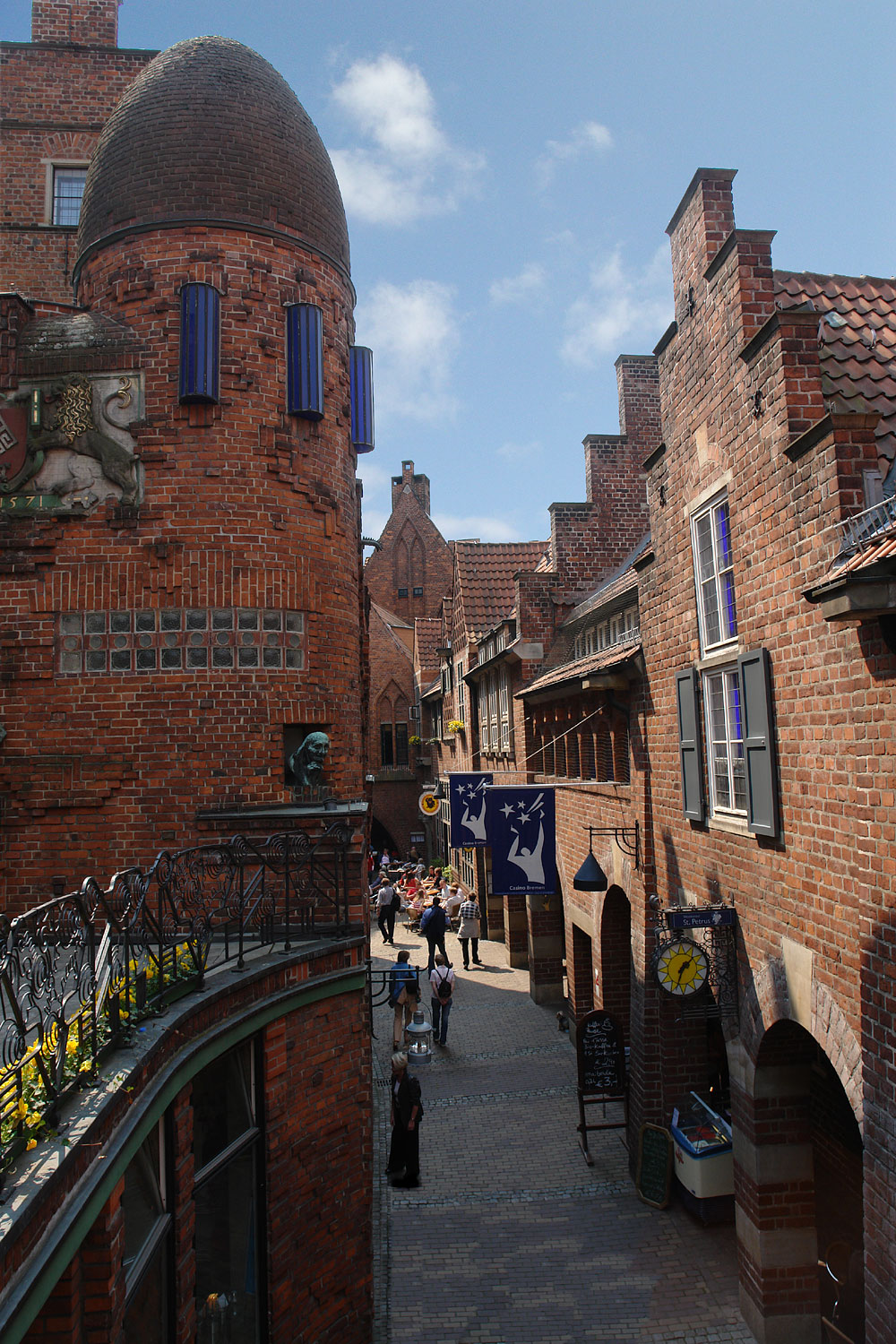
Haus St.Petrus Bremen
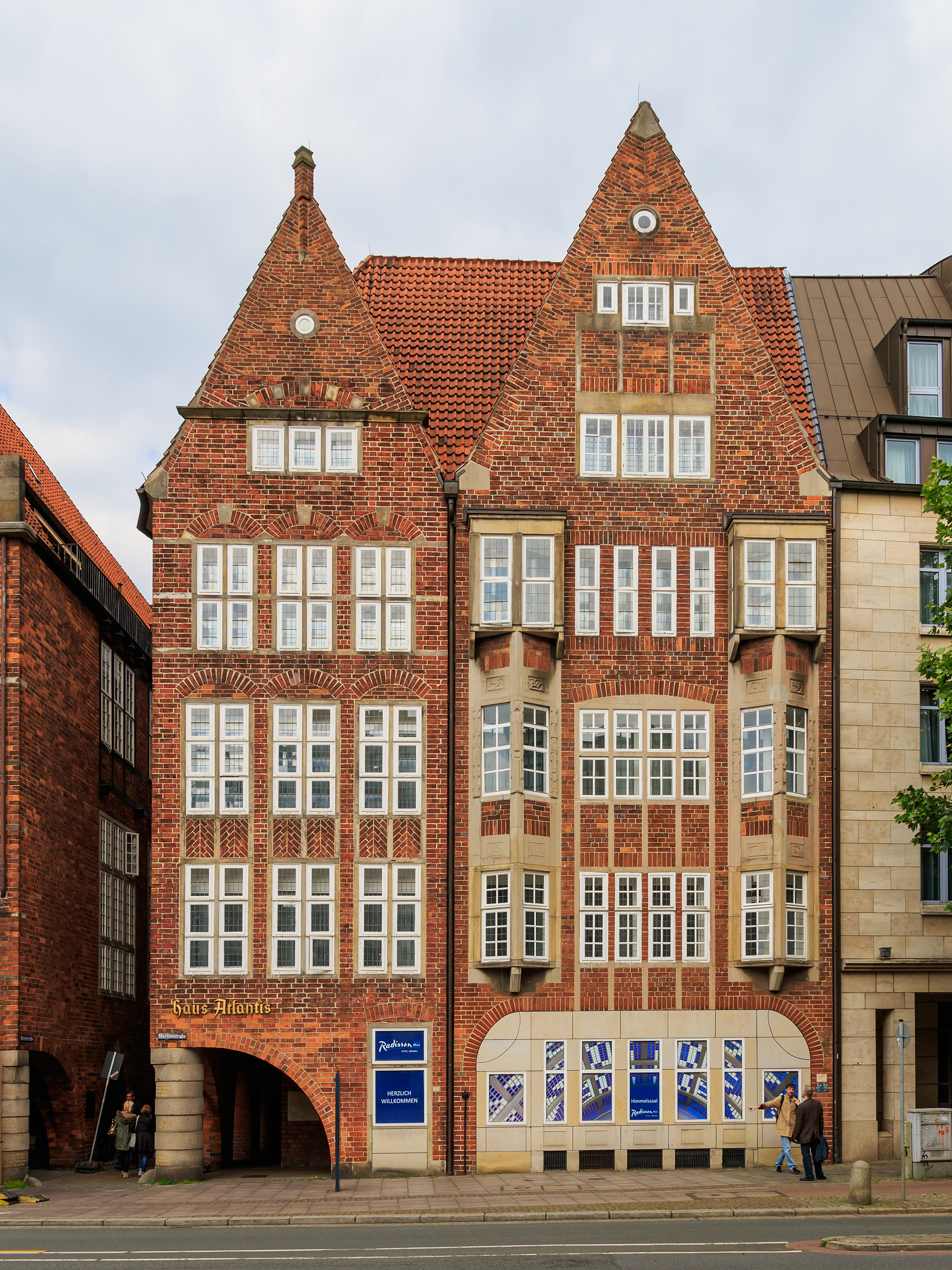
Haus Atlantis Bremen
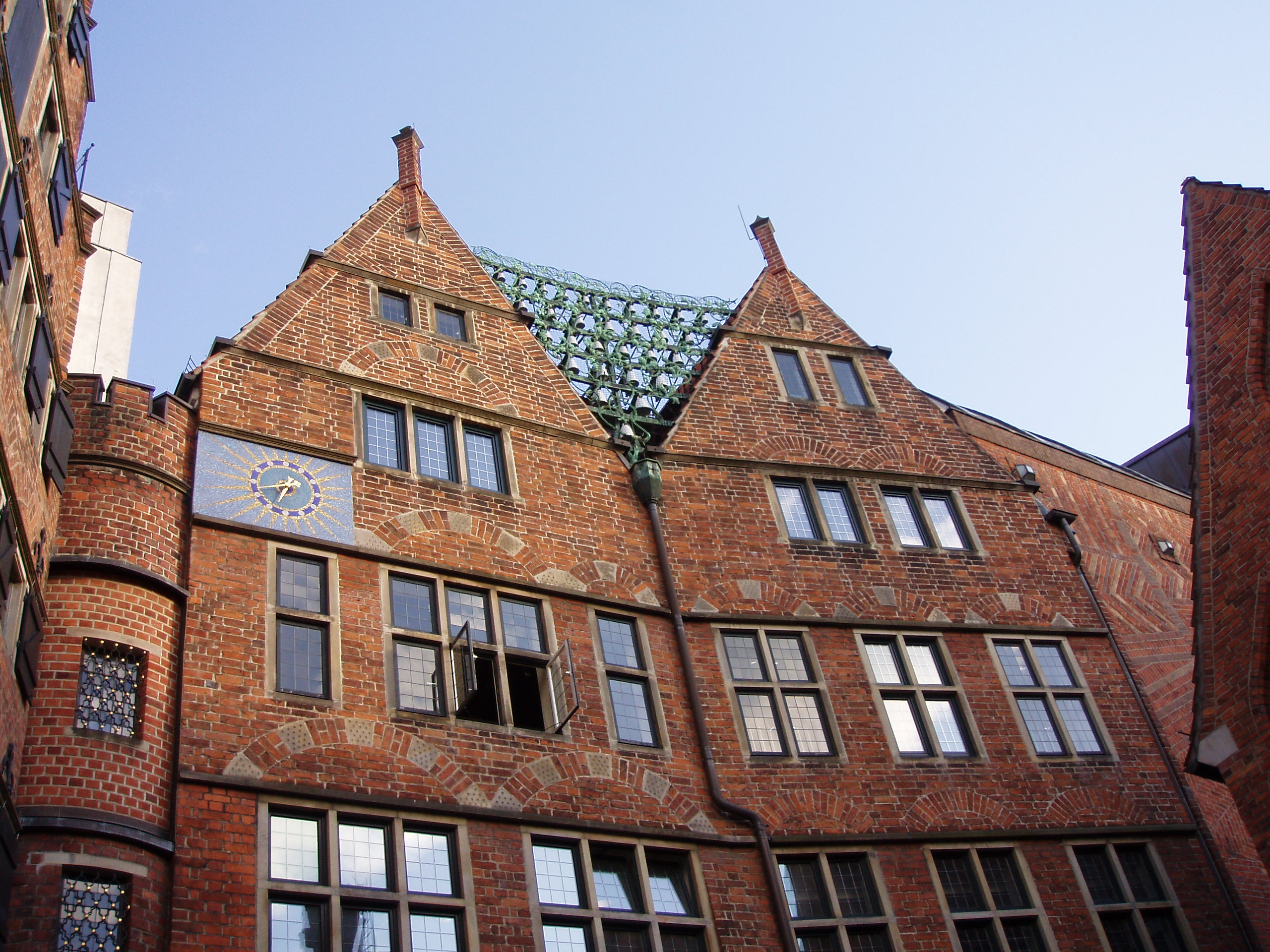
Haus des Glockenspiels Bremen
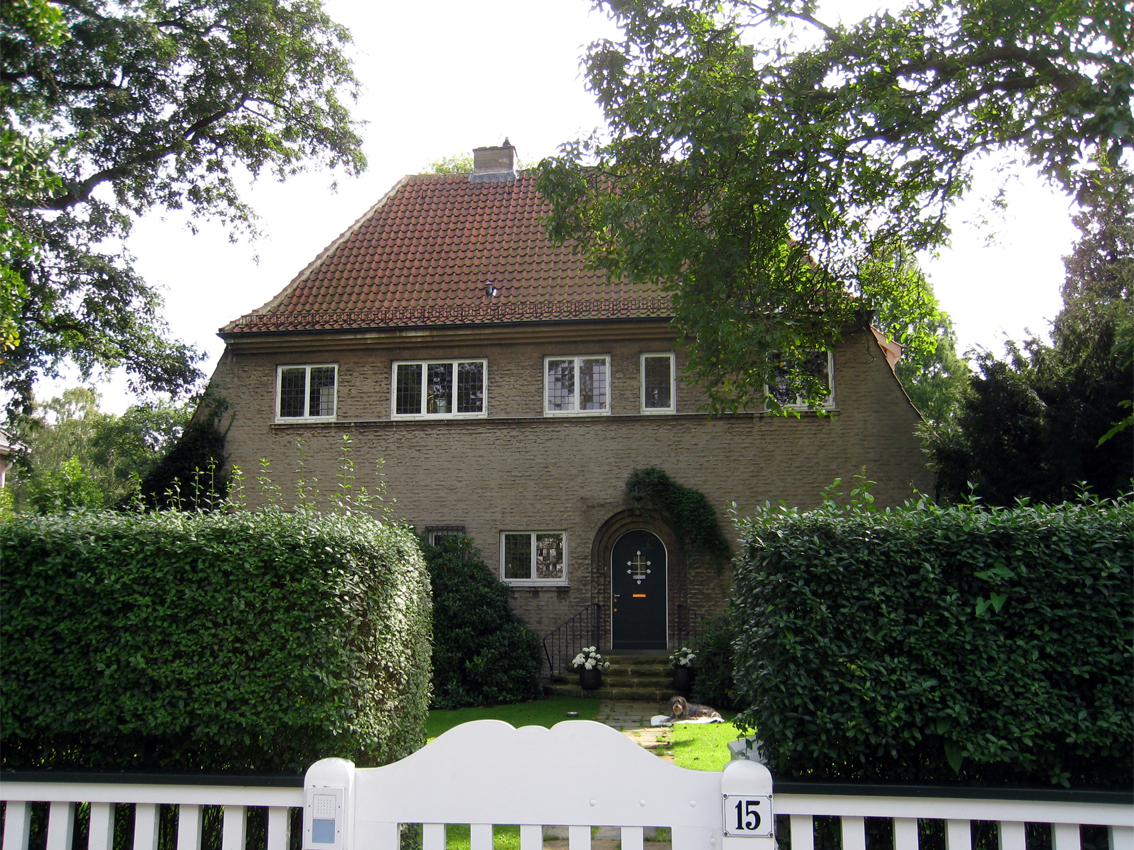
Haus Janssen
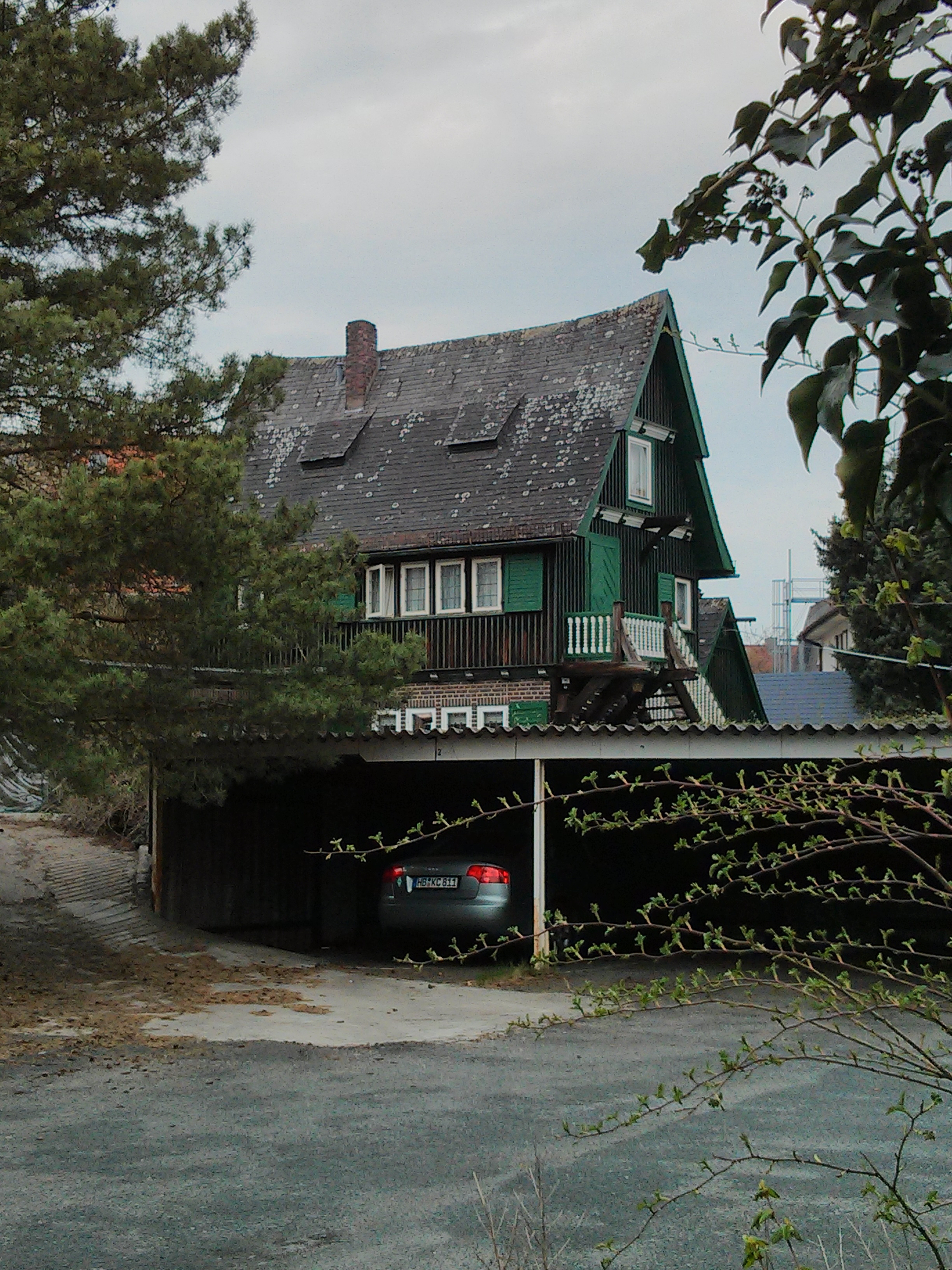
Haus Runge
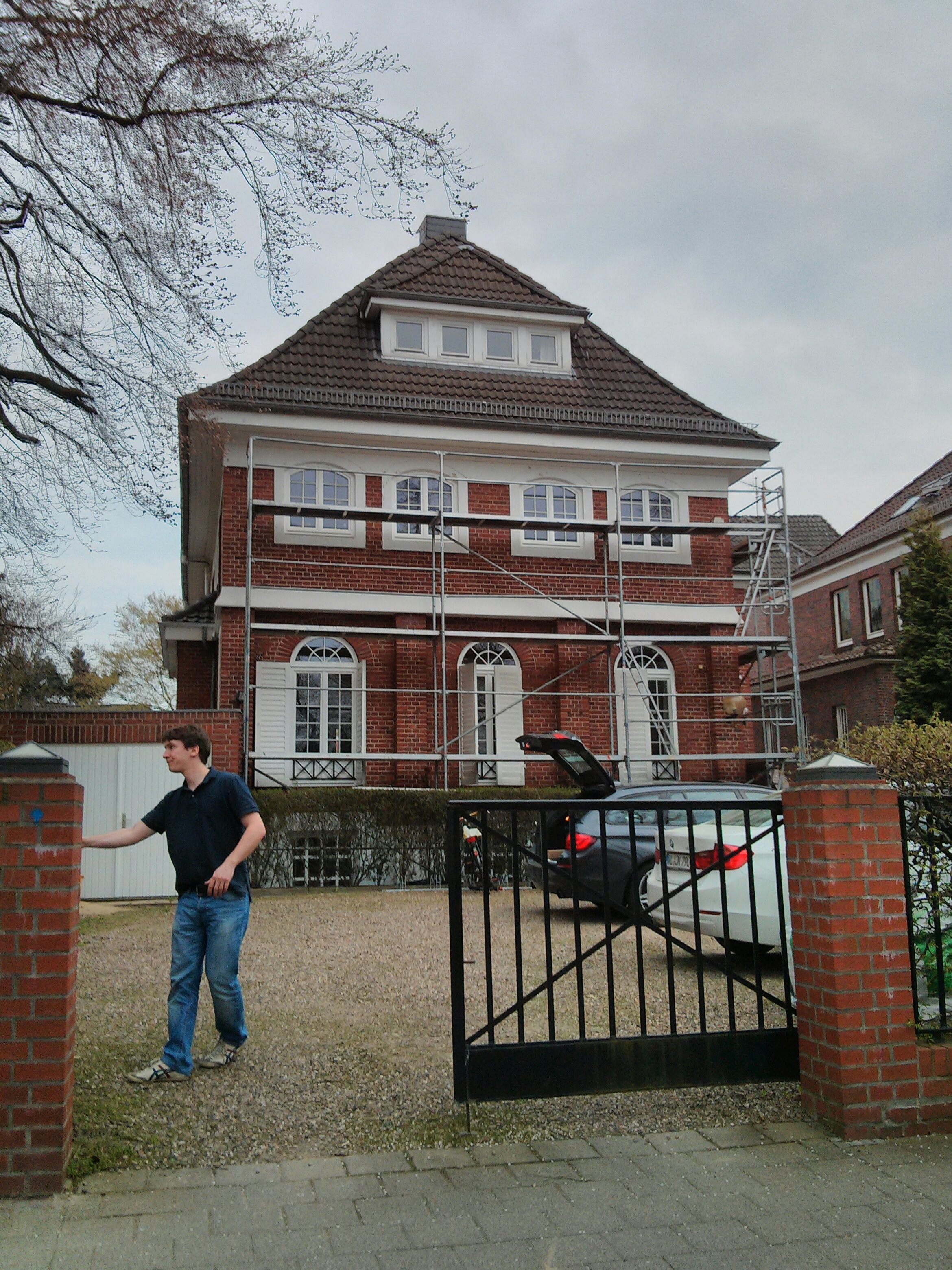
Haus Wiedemann